# Alia Moldagulova
Alia Nurmuhamedkîzî Moldagulova (în kazahă Әлия Нұрмұхамедқызы Молдағұлова, n. 25 octombrie 1925, Bulak⁠(d), Temir Uyezd⁠(d), RSFS Rusă, URSS – d. 14 ianuarie 1944, Nasva⁠(d), RSFS Rusă, URSS) a fost o Eroină a Uniunii Sovietice.

## Biografie
Moldagulova s-a născut la 25 octombrie 1925 în Bulak, Kazahstan. Și-a pierdut părinții în timpul copilăriei, astfel că a fost nevoită să trăiască cu unchiul ei în Alma-Ata. În 1935 s-a mutat la Leningrad, unde unchiul ei a fost recrutat într-o academie de transport militar. În toamna anului 1939 a fost trimisă la orfelinat, din care a fost evacuată odată cu începerea războiului în 1942 prin Lacul Ladoga. Pe data de 1 octombrie a aceluiași an, Moldagulova a primit o bursă la Școala de Tehnică a Aviației din Rîbinsk. După ce a studiat acolo timp de trei luni, ea și-a dorit să se alăture Armatei Roșii. În mai 1943 s-a înrolat în centrale de școlarizare pentru femei, unde a fost antrenată ca lunetistă. În iulie 1943 s-a alăturat celei de-a 54-a brigăzi de lunetiști cu prietenele sale. În ianuarie 1944, brigada ei a atacat germanii de pe calea ferată Novosokolniki—Dno. Mai târziu, ea și-a dat seama că comandantul lipsește, și a preluat comanda. A strigat din toți plămânii: „Pentru țara natală! Hai să mergem!”, moment în care întreg batalionul a sărit în tranșeele germane. Alia a fost lovită de o explozie a unei mine de teren, dar a fost rănită doar la mână de o schijă. Deși era rănită, ea a continuat să lupte cu curaj, însă a fost lovită din nou și de data aceasta rana a fost mortală. A murit de la o rană prin împușcare în ziua aceea și a fost distinsă cu decorația de Erou al Uniunii Sovietice pe 4 iunie 1944 și cu Ordinul Lenin. Mormântul ei se află la Monakovo, Pskov.

## In memorian
- La 9 mai 1995, ca parte a celei de-a 50-a aniversări de la sfârșitul celui de-al Doilea Război Mondial, Kazpost, operatorul național de servicii poștale al Kazahstanului, i-a dedicat un timbru.[4]
- În 1997 a fost ridicat un monument în numele ei în piața din Astana.[5]

## Vezi și
- Listă de femei Eroi ai Uniunii Sovietice
- Listă de lunetiști